# Участок Войск охраны пограничья

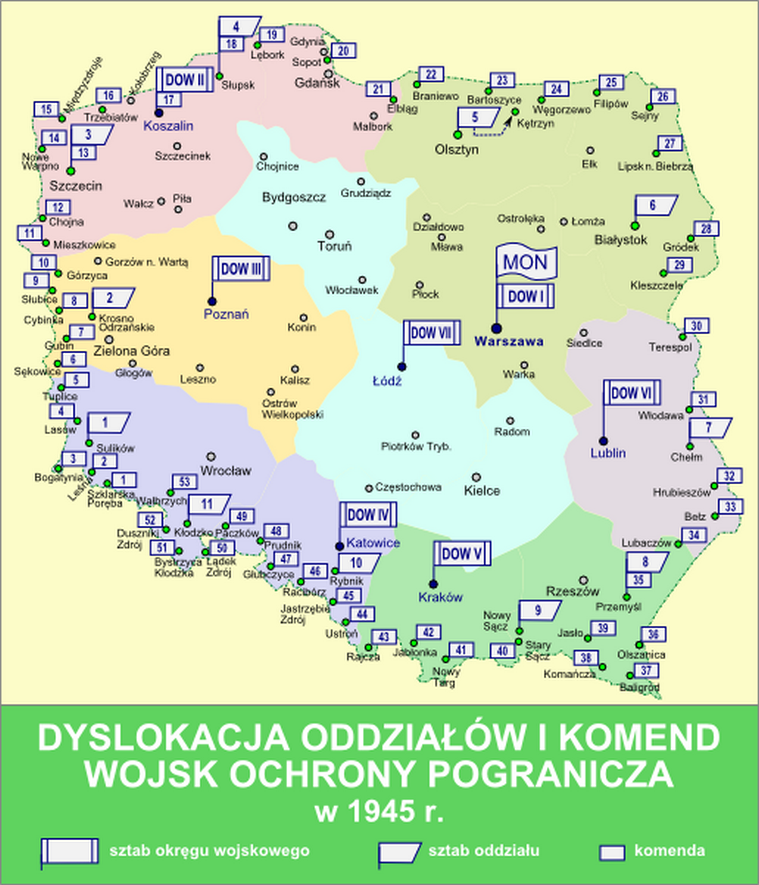
Отделы и комендатуры Войск охраны пограничья в 1945 году

Участок Войск охраны пограничья (пол. Odcinek Wojsk Ochrony Pogranicza), также Комендантура участка охраны пограничья (пол. Komenda Odcinka Ochrony  / KO OP) — структурная единица Войск охраны пограничья в Польской Народной Республике.

## Образование комендатур участков
Организационным приказом Верховного Главнокомандующего Войска Польского № 0245 от 13 сентября 1945 года были образованы Войска охраны пограничья. До 1 октября 1945 года планировалось сформировать Департамент Войск охраны пограничья (пол. Departament Wojsk Ochrony Pogranicza). В приграничных военных округах были сформированы отделы Войск охраны пограничья — промежуточные органы управления. Было сформировано всего шесть отделений пограничной службы, 11 отделов охраны пограничья и 17 отдельных рот связи. Также были сформированы 53 комендатуры участков и 249 пограничных застав.

## Структурная организация
В 1945—1946 годах структура комендатуры участка Войск охраны пограничья включала в свой состав:
- командир участка
  - заместитель командира участка по строевой подготовке
  - заместитель командира участка по военно-политической подготовке
  - заместитель командира участка по вопросам разведки
    - разведывательный отдел

  - помощник командира участка по хозяйственным вопросам
    - хозяйственный отдел
- начальник штаба участка
  - штаб участка
- инженерная служба
- химическая служба
- служба служебных собак
- санитарный пункт
- ветеринарный пункт
- комендантский взвод
- взвод связи
- транспортный взвод
- сторожевые вышки (количество варьируется)

В соответствии с организационным приказом министра национальной обороны № 0153 от 21 сентября 1946 года осенью состоялась реорганизация участков Войск охраны охраны пограничья: их сократили со 147 до 63.

## Комендатуры участков в 1946 году
| - 1-я комендатура участка Шклярска-Поремба - 2-я комендатура участка Лесьна - 3-я комендатура участка Богатыня - 4-я комендатура участка Згожелец - 5-я комендатура участка Туплице - 6-я комендатура участка Сенковице - 7-я комендатура участка Губин - 8-я комендатура участка Цыбинка - 9-я комендатура участка Слубице - 10-я комендатура участка Шлёнск - 11-я комендатура участка Мешковице - 12-я комендатура участка Хойна - 13-я комендатура участка Щецин - 14-я комендатура участка Нове-Варпно - 15-я комендатура участка Мендзыздрое - 16-я комендатура участка Тжебятув - 17-я комендатура участка Кошалин - 18-я комендатура участка Слупск | - 19-я комендатура участка Лемборк - 20-я комендатура участка Сопот - 21-я комендатура участка Эльблонг - 22-я комендатура участка Бранево - 23-я комендатура участка Бартошыце - 24-я комендатура участка Венгожево - 25-я комендатура участка Ковале - 26-я комендатура участка Сейны - 27-я комендатура участка Маковланы - 28-я комендатура участка Михалово - 29-я комендатура участка Клещеле - 30-я комендатура участка Тересполь - 31-я комендатура участка Влодава - 32-я комендатура участка Хрубешув - 33-я комендатура участка Белз - 34-я комендатура участка Любачув - 35-я комендатура участка Пшемысль - 36-я комендатура участка Ольшаница | - 37-я комендатура участка Балигруд - 38-я комендатура участка Команьча - 39-я комендатура участка Ясло - 40-я комендатура участка Новы-Сонч - 41-я комендатура участка Новы-Тарг - 42-я комендатура участка Чарны-Дунаец - 43-я комендатура участка Райча - 44-я комендатура участка Устронь - 45-я комендатура участка Ястжембе - 46-я комендатура участка Рацибуж - 47-я комендатура участка Глубчице - 48-я комендатура участка Прудник - 49-я комендатура участка Пачкув - 50-я комендатура участка Лондек - 51-я комендатура участка Быстшица - 52-я комендатура участка Душники - 53-я комендатура участка Валбжих - Кросненская комендатура |